# To nejlepší číslo
To nejlepší číslo je český němý film režiséra Jana Kříženeckého. Film vznikl v roce 1902.

## Děj
Herci se vyhrnou před divadlo a nastane poprask.